# Leioproctus abdominalis
Leioproctus abdominalis är en biart som först beskrevs av Smith 1879.  Leioproctus abdominalis ingår i släktet Leioproctus och familjen korttungebin. Inga underarter finns listade i Catalogue of Life.

## Bildgalleri

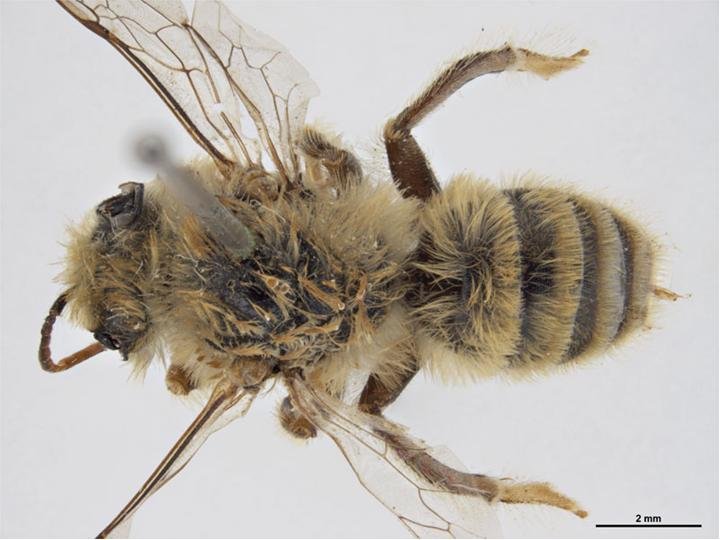